# Altona-Kieler Eisenbahn-Gesellschaft
De Altona-Kieler Eisenbahn-Gesellschaft (afgekort AKE) was een vennootschap van zakenlieden uit het hertogdom Holstein, dat door een personele unie met het koninkrijk Denemarken verbonden was. Het bedrijf bouwde en exploiteerde de spoorweg tussen Altona aan de Elbe, dat toen de op een na grootste stad van het Deense koninkrijk was, en de havenstad Kiel aan de Oostzee.
Het traject werd op 18 september 1844 geopend door koning Christiaan VII van Denemarken onder de naam Østersø Jernbane (Nederlands: Oostzee spoorweg).

## Geschiedenis
De Altona-Kieler Eisenbahn-Gesellschaft (AKE) werd in december 1840 opgericht door handelslieden uit Altona en Kiel, die hun transportmogelijkheden tussen de Elbe en de Oostzee hoopten te verbeteren. Voor dit doel werd het Altona-Kieler Eisenbahnkomitee samengesteld.
Een eerder door de econoom Friedrich List voorgestelde spoorverbinding tussen de Hanzesteden Hamburg en Lübeckwerd afgewezen door de Königliche Eisenbahn-Commission, die in 1835 door de koning Frederik VI van Denemarken was ingesteld. Dit gebeurde omdat troonopvolger Christiaan VIII van Denemarken vanwege belastinginning de voorkeur gaf aan een spoorverbinding tussen de Elbe en de Oostzee die geheel over Deens grondgebied zou lopen.

### Studies naar de trajectvarianten
Voor het plan voor de spoorlijn werden twee verschillende trajecten in beschouwing genomen:
- van Kiel via Segeberg naar Altona
- van Kiel via Neumünster naar Altona

Het project om de diverse mogelijkheden te onderzoeken werd gegund aan de Engelse ingenieur Geo W. Buck. Hij kwam tot de conclusie dat het traject via Segeberg door de hoogteverschillen minder geschikt was dan het traject via Barmstedt en Neumünster.
Nadat de stad Elmshorn het aandeel in het kapitaal verhoogde werd besloten het traject in het westelijk deel van het groothertogdom Holstein aan te leggen. Daarna besloot koning Christiaan VIII op 28 juni 1842 tot het verstrekken van de concessie.
De eindstations van Kiel en Altona moesten in de directe omgeving van de havens gebouwd worden. Ook moesten hier aansluitingen naar deze havens worden aangelegd. Verdere stations langs het traject waren Pinneberg, Tornesch, Elmshorn, Wrist, Neumünster en Bordesholm. Stapsgewijs werden vanaf 1844 de haltes Stelling, Eidelstedt, Halstenbeck, Priesdorf, Horst, Dauenhof, Siebenecksknöll, Brockstedt, Pahdenstedt, Fohrde en Meimersdorf aan het traject toegevoegd.

### Financiering
Het oprichtingskapitaal werd in 1844 ingebracht door de volgende investeerders:
- de Deense staat 27,0%
- de stad Altona 21,6%
- aandelen in privébezit (free float} 19,2%
- de stad Kiel 16,2%
- aandelen in bezit van de maatschappij zelf 13,1%
- de stad Neumünster 1,1%
- Altonaisches Unterstützungsinstitut 1,1%
- Stadt Elmshorn 0,4%
- Stadt Pinneberg 0,3%

De bouw van de 105 kilometer lange spoorlijn begon in maart 1843 vanuit de steden Kiel, Neumünster en Altona. Het traject werd enkelsporig aangelegd. De opening van het gehele traject vond op 18 september 1844 plaats. Tegenwoordig heeft het traject twee sporen.

### Duits-Deense oorlog
Als gevolg van de Duits-Deense oorlog werd het Hertogdom Holstein in 1867 een provincie van Pruisen. Vanaf 1883 begonnen de onderhandelingen over de AKE door de Pruisische Staat, die reeds op 1 maart 1884 de onderneming overnam en de bedrijfsvoering ondergebracht bij een provisorische afdeling van de stad Altona. In de periode tussen 1 januari en 1 juli 1887 werden de bezittingen van de AKE door de Pruisische Staatsspoorwegen overgenomen.

### Uitbreidingen
Tegelijk met de bouw van het hoofdtraject begon de bouw van een verbindingsspoor naar de lager gelegen Elbe-haven tot het station Altona. Hiervoor werd ten behoeve van goederenvervoer door de Altonaer Hafenbahn de Schellfischtunnel aangelegd. Dit traject had een lengte van 210 meter en een hoogteverschil van 30 meter. De ingebruikname van het havenspoor was in 1845. Het havenspoor in Kiel werd op 1 september 1844 in bedrijf genomen.
Door een samenwerking met de senaat van de stad Hamburg voor de bouw van de Hamburg-Altonaer Verbindungsbahn en het station Klosterthor liep het traject van de AKE tot de omgeving van de Berliner Bahnhof van de Berlin-Hamburger Bahn en de Lübecker Bahnhof van de Lübeck-Büchener Eisenbahn. Aan dit eindpunt kwam na de bouw van de Elbebrücken en de Hannoversche Bahnhof op het Grasbrookinsel in 1872 een einde. Het goederenvervoer werd op 30 september 1865 en het personenvervoer op 16 juli 1866 begonnen.
Vanuit het knooppunt Neumünster werd een 90 kilometer lang traject in het oostelijk deel van Holstein aangelegd, namelijk het traject Neumünster – Ascheberg – Eutin – Neustadt. Dit traject gaf aansluiting op het havenspoor en de dwarsverbinding van Kiel naar Ascheberg. Het 45 kilometer lange traject Neumünster – Segeberg – Oldesloe werd op 10 december 1875 geopend. Tegenwoordig is het traject Hamburg-Altona – Kiel in het bezit van de Deutsche Bahn AG.

### Bedrijfsvoering
De Glückstadt-Elmshorner Eisenbahn-Gesellschaft werd in maart 1844 opgericht en opende op 20 juli 1845 het traject van Elmshorn naar Glückstadt. Het traject werd op 15 oktober 1857 verlengd naar Itzehoe. De AKE deed de bedrijfsvoering tot 31 december 1862.
Van 1870 tot 1884 was de AKE deelnemer in de Schleswigsche Eisenbahnen en deed ook de bedrijfsvoering. Ook de AKE nam deel in de Kreis Oldenburger Eisenbahn AG en deed ook de bedrijfsvoering na de opening op 30 september 1881 van het traject van Neustadt naar Oldenburg . De AKE bezat ook aandelen van de Westholsteinische Eisenbahn-Gesellschaft en de later verworven Wesselburen-Heider Eisenbahn-Gesellschaft.

### Overname
De Altona-Kieler Eisenbahn-Gesellschaft werd in 1884 overgenomen door de Pruisische Staat die de bedrijfsvoering over deed aan de Pruisische Staatsspoorwegen.

## Trajecten
- Spoorlijn Hamburg-Altona - Kiel
- Spoorlijn Emshorn - Itzehoe (Glückstadt-Elmshorner Eisenbahn-Gesellschaft)
- Spoorlijn Heide - Büssen (Wesselburen-Heider Eisenbahn-Gesellschaft)
- Spoorlijn Neumünster - Heide (Westholsteinischen Eisenbahn-Gesellschaft)
- Spoorlijn Schleswig-Altstad - Süderbrarup (Schleswigschen Eisenbahnen)
- Spoorlijn Schleswig-Altstad - Satrup (Schleswigschen Eisenbahnen)
- Spoorlijn Schleswig - Schleswig-Altstad (Schleswigschen Eisenbahnen)
- Spoorlijn Schleswig - Friedrichstadt (Schleswigschen Eisenbahnen)
- Spoorlijn Süderbrarup - Kappeln (Schleswigschen Eisenbahnen)
- Spoorlijn Neumünster - Neustadt
- Spoorlijn Kiel - Ascheberg
- Spoorlijn Neumünster - Bad Oldesloe
- Altonaer Hafenbahn
- Hamburg-Altonaer Verbindungsbahn